# Naives-Rosières
Naives-Rosières ist eine Gemeinde im Nordosten Frankreichs mit 809 Einwohnern (Stand: 1. Januar 2022) im Département Meuse in der Region Grand Est (bis 2015 Lothringen). Sie gehört zum Arrondissement Bar-le-Duc und zum Kanton Bar-le-Duc-1. Die Einwohner werden Navetonnais genannt.

## Geografie
Naives-Rosières liegt etwa drei Kilometer nordöstlich von Bar-le-Duc. Umgeben wird Naives-Rosières von den Nachbargemeinden Vavincourt im Norden, Rumont im Nordosten, Érize-Saint-Dizier im Osten, Culey im Südosten, Resson im Süden, Bar-le-Duc im Südwesten sowie Behonne im Westen.

## Geschichte
1973 wurden die Gemeinden Naives-devant-Bar und Rosières-devant-Bar zusammengelegt.

## Bevölkerungsentwicklung
| Jahr                       | 1962 | 1968 | 1975 | 1982 | 1990 | 1999 | 2006 | 2019 |
| Einwohner                  | 458  | 440  | 814  | 857  | 942  | 886  | 853  | 803  |
| Quellen: Cassini und INSEE |      |      |      |      |      |      |      |      |

## Sehenswürdigkeiten
- Kirche Saint-Maurice in Naives-devant-Bar aus dem 15./16. Jahrhundert mit Reiterstatue, seit 1989 Monument historique
- Kirche Saint-Pierre in Rosières-devant-Bar aus dem 15./16. Jahrhundert

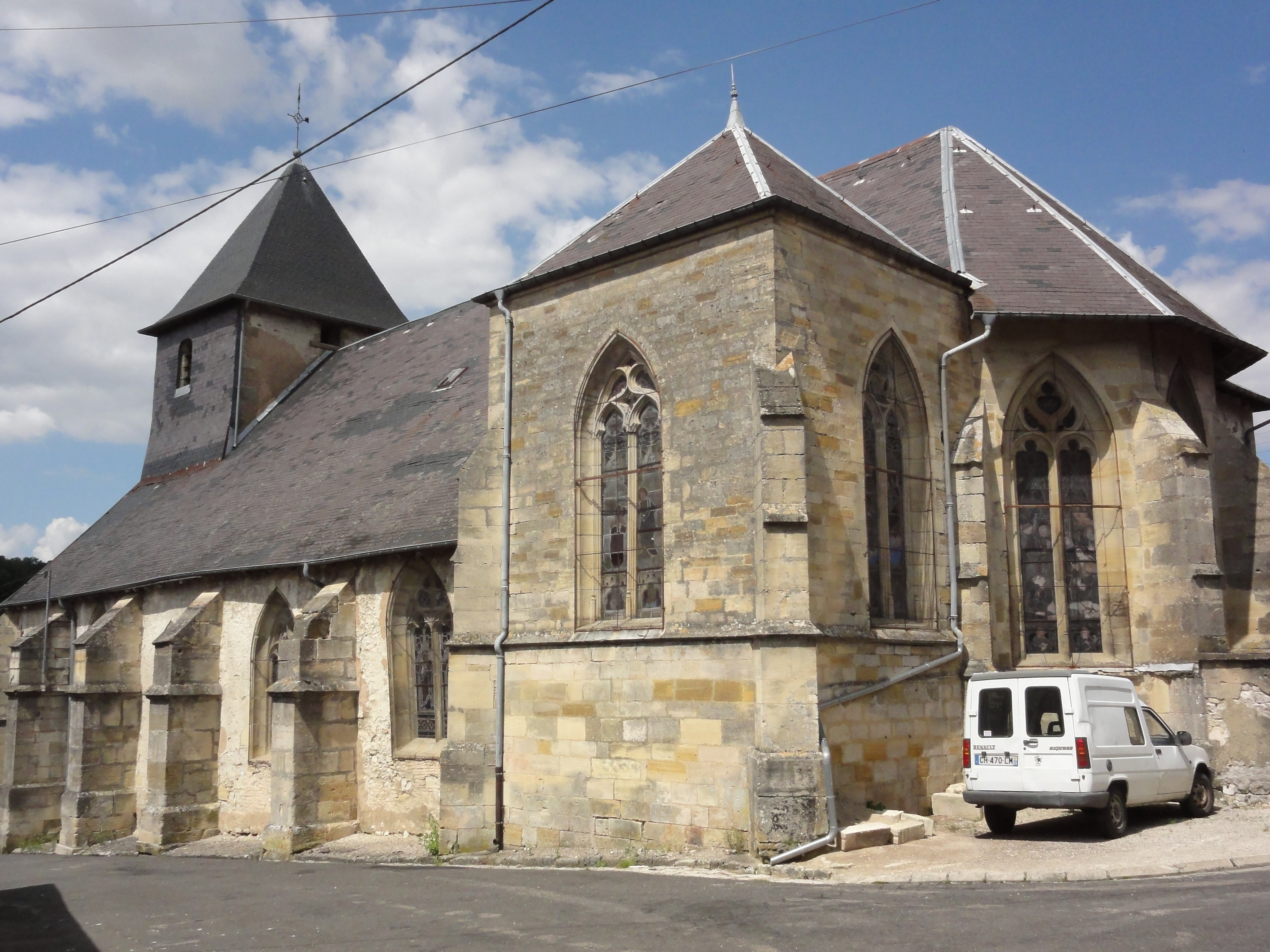
Kirche Saint-Maurice
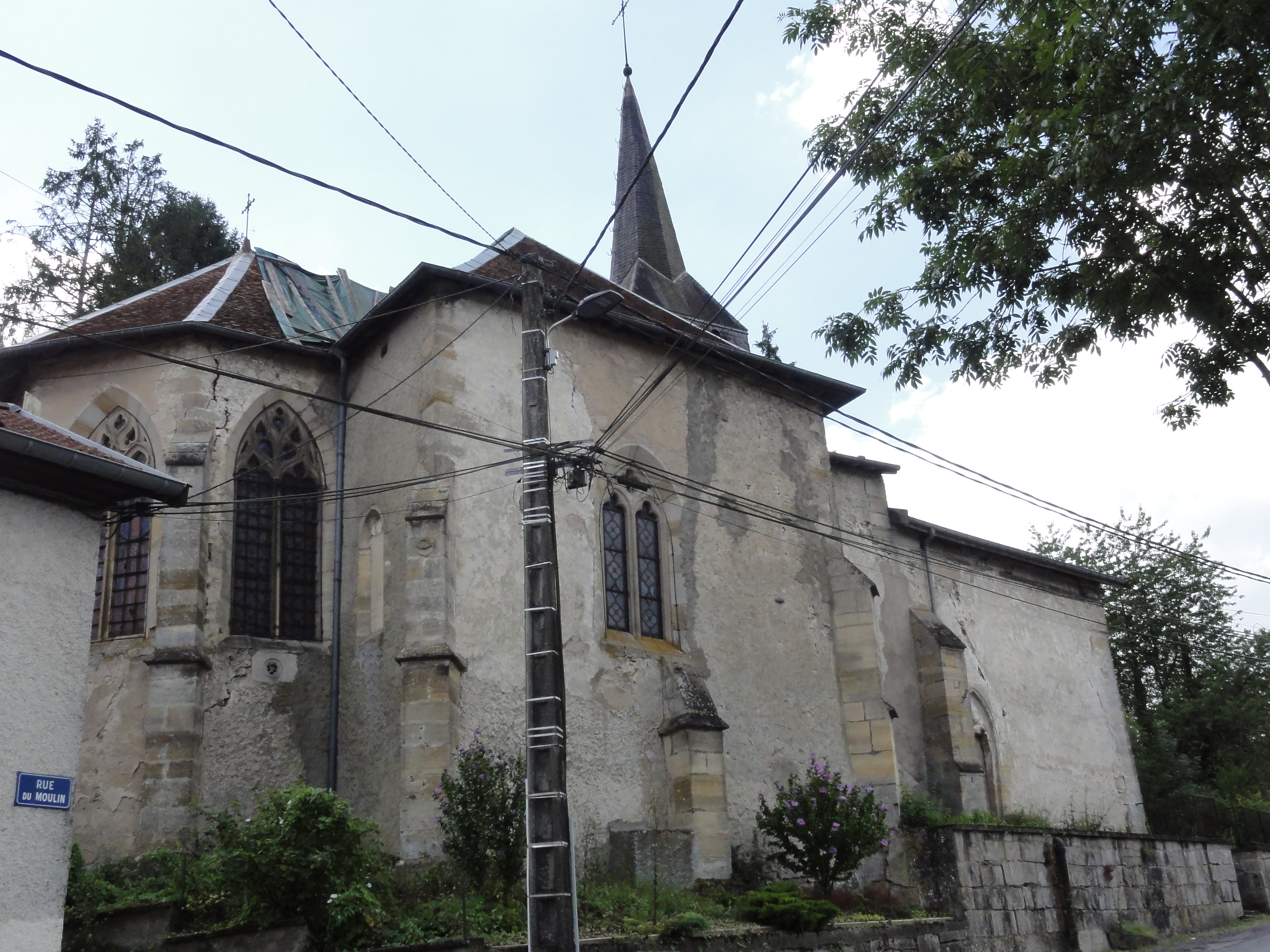
Kirche Saint-Pierre